# Морской финик
Морско́й фи́ник (лат. Lithophaga lithophaga) — вид двустворчатых моллюсков из семейства Mytilidae. 

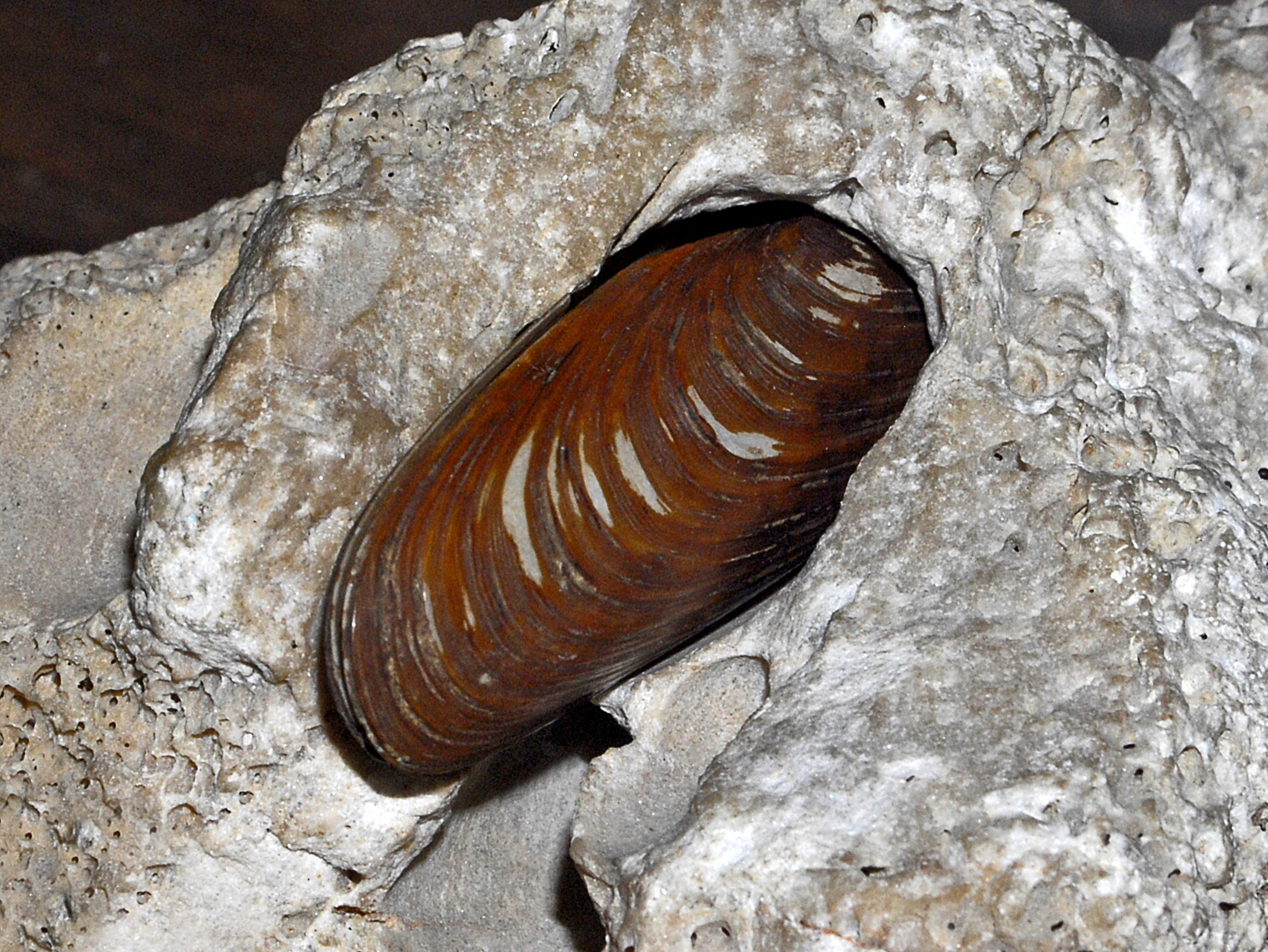
Раковина морского финика

Обитает в Красном и Средиземном морях и у берегов Западной Африки. Раковина длиной до 10 см, цилиндрическая, закруглённая на обоих концах. Живёт морской финик в ходах, которые проделывает в известковых породах при помощи специального кислого секрета мантийной железы: моллюск закрепляется в них при помощи биссуса, выставляя наружу сифоны. Питается, фильтруя из толщи воды планктонные водоросли и взвешенное органическое вещество (детрит). В ряде стран употребляется в пищу.